# ماکسیمیلیان بیر
ماکسیمیلیان بیر (به انگلیسی: Maximilian Beier؛ زادهٔ ۱۷ اکتبر ۲۰۰۲) بازیکن فوتبال اهل آلمان است که در پست مهاجم برای باشگاه بروسیا دورتموند در بوندس‌لیگا و تیم ملی آلمان بازی می‌کند.